# قانون خطة الإنقاذ الأمريكية لعام 2021
خطة الإنقاذ الأمريكية هي حزمة تدابير لتحفيز الاقتصاد بقيمة 1.9 ترليون دولار مقترحة من قِبل الرئيس جو بايدن لتسريع عملية تعافي الولايات المتحدة من الآثار الاقتصادية والصحية الناجمة عن جائحة كوفيد – 19 والركود الحالي. يخطط بايدن لتكون أول مشروع قانون يُقّره من خلال الكونغرس السابع عشر بعد المئة. تستند الحزمة المقترحة في 14 يناير 2021 على العديد من الإجراءات المتخذة في قانون كيرز الصادر في شهر مارس وفي قانون الاعتمادات الموحدة لعام 2021 الصادر في ديسمبر.
اعتبارًا من 2 فبراير 2021، بدأ الديمقراطيون في مجلس الشيوخ الأمريكي بمناقشات مفتوحة حول قرار الميزانية التي ستسمح لهم بتمرير حزمة التحفيز دون دعم من الجمهوريين من خلال عملية التسوية. صوت مجلس الشيوخ بالموافقة على التسوية بنسبة 50-49، وصوت مجلس النواب بالموافقة على التسوية بنسبة 218-212. بدأت جلسة إضافة التعديلات بعد يومين من الموافقة على إقرار الميزانية، وقدم مجلس الشيوخ تعديلات في حزمة الإغاثة. في اليوم التالي، أدلت نائبة الرئيس كامالا هاريس بأول صوت لها يكسر التعادل وذلك بإعطاء مجلس الشيوخ الموافقة النهائية للبدء بعملية التسوية، تلا ذلك تصويت مجلس النواب بالموافقة أيضًا بنسبة 219-209.

## معلومات أساسية

### أثر جائحة كوفيد – 19
دخلت الولايات المتحدة في ركود اقتصادي، وتوفي نحو 400,000 أمريكي بسبب أزمة الصحة العامة. بالإضافة إلى ذلك، أُصيب أكثر من 27 مليون أمريكي بفيروس كورونا منذ بداية الجائحة. واجهت الولايات المتحدة أيضًا أزمة إخلاء وبطالة وجوع منذ بداية الجائحة. واجه أكثر من 30 إلى 40 مليون أمريكي خطر الطرد من منازلهم بحلول يناير 2021. انتُقد الرئيس آنذاك دونالد ترامب أيضًا لعدم امتلاكه إستراتيجية فدرالية للتصدي للجائحة مثل أوامر رسمية على مستوى الأمة بارتداء الكمامات في وسائط النقل، واستراتيجية لإجراء الاختبارات، وإرشادات صحية، وتوفير معدات وقاية للكادر الطبي، وامتلاك إستراتيجية توزيع فعالة للقاح. في 21 يناير، حذر بايدن في اليوم التالي لتنصيبه من أن عدد الوفيات قد يتجاوز 500,000. على أي حال، وفقًا لموقع سنوبس، ورث بايدن إستراتيجية توزيع اللقاحات من ترامب، وقال خبير الأمراض أنتوني فاوتشي أن إداراته ستُدرج بعض بنود إستراتيجية عهد ترامب في عملها الجاري.

### التشريع السابق لجائحة كوفيد-19
قبل خطة الإنقاذ الأمريكية، وُقع قانون كيرز في شهر آذار وقانون الاعتمادات الموحدة لعام 2021 في شهر ديسمبر من قِبل الرئيس آنذاك دونالد ترامب. عبّر ترامب سابقًا عن تأييده للمدفوعات المباشرة بقيمة 2,000 دولار إلى جانب جو بايدن والديمقراطيين. حتى أن ترامب دعا الكونغرس إلى إقرار المشروع بزيادة الدفعات المباشرة من 600 دولار إلى 2,000 دولار، حجب زعيم الأغلبية في مجلس الشيوخ آنذاك ميتش ماكونيل المشروع. قبل الجولة الثانية من انتخابات ممثلي جورجيا في مجلس الشيوخ، قال بايدن أن المدفوعات المباشرة بقيمة 2,000 دولار ستُمرر إذا حاز جون أوسوف ورافائيل وارنوك على مقعديهما، لكنه حذر أيضًا من أنه لن يُمرر إذا ربحت كيلي لوفلر أو ديفيد بيردو. في 14 يناير، قبل أن يُنصَّب رئيسًا، أعلن بايدن عن الحزمة التحفيزية بقيمة 1.9 ترليون دولار.